# KK Pärnu
O KK Pärnu (estoniano:Korvpalliklubi Pärnu;português:Basquetebol Clube Pärnu), também conhecido como Pärnu Sadam (Porto de Pärnu) por motivos de patrocinadores  é um clube profissional de basquetebol situado na cidade de Pärnu, Estônia que disputa atualmente a Liga Letã e a Liga Báltica.